# Belmont (Észak-Karolina)
Belmont város az USA Észak-Karolina államában, Gaston megyében. Lakosainak száma 15 010 fő (2020. április 1.).

## Népesség
A település népességének változása:

| 2010 | 10 076 |
| 2020 | 15 010 |